# 鍾瑞生
鍾瑞生（？—？），淡水後壠堡七十份人（今苗栗縣銅鑼鄉七十分 ）人，原籍廣東鎮平。乾隆五十一年（1786）林爽文之役，協同苗栗一帶的謝維紀、謝尚杞等人，招集苗栗一帶客家人十八莊鄉勇二千多人，並在苗栗一帶客家十八莊設設障礙將以阻止敵方前進。其後攻破大甲，平定塹南。隔年，又赴鹿港，助守埔心莊，隨軍攻彰化豬哥莊、龍井目等處。在事件平定後，奉旨賞給瑞生府經歷。

## 生平
鍾瑞生是當時行政區「後壠堡」的七十分人，原籍廣東省嘉應直隸州鎮平縣（今廣東省梅州地級市蕉嶺縣），客家人，生卒年不詳。乾隆五十一年，台灣漳州籍閩南人人林爽文倡亂，竹塹地區有客家人人陳資雲、劉朝珍、林先坤等號召團練鄉勇為義勇，由陳資雲率領義軍，響應當時淡水廳師爺壽同春召集新竹客家義民軍。
同時，苗栗蛤仔市七十分鍾瑞生、劉維紀、謝尚杞等所召集的的「後壠堡」十八莊客家義民，協力平定苗栗、大安溪、大甲溪戰事；繼而再與員林附近的義軍集結。事平，為嘉獎鍾瑞生等義民平亂有功，因此奉旨賞鍾瑞生「府經歷」一職。

## 事蹟

### 林爽文事件
鄭氏滅亡，台灣易主，各地秘密地成立了企圖復土的天地會謀起革命。一時，天地會在台灣隱然形成了一種勢力。只是在起義之前，會徒間紛紛輒起，所以最終變成了暴力團體。到了乾隆末年，北路的林爽文、南路的莊大田做了天地會的盟主後，勢力越發龐大。
乾隆五十一年（1786），當局下令解散，南北路始相呼應發難。林爽文設盟主府於彰化，年號稱為順天，擊潰水師提督黃仕簡、陸路提督任承恩的聯合軍。隔年，將軍長青奉乾隆之命由福州開赴台灣，中途知悉天地會叛軍銳不可擋，於是臨陣退卻，因此林爽文等人之勢愈張，其數達數十萬，繼而破柴大紀防守的諸羅城。

### 義民的參與
乾隆五十二年（1787）十月，陝甘總督福康安率領大軍，由廈門開台，南北兩路的土蕃、義民助官平亂。當月即包圍彰化、生擒林爽文，而莊大田也相繼就縛，主事者林爽文和嚴煙被遞送北京，到了十二月，林爽文事件完全被平定，義民貢獻頗多。

### 鐘瑞生與林爽文事件之詳細過程
鍾瑞生主要參與的林爽文事變之戰爭為乾隆五十一年十二月初，林爽文攻陷淡水時，淡水同知幕友壽同春召集義民收復塹城 。當時佔領塹城的王作留下同伴李同、黃阿寧、林日光、邱圭等人鎮壓後壠堡。而鍾瑞生與劉維紀、謝尚杞集合後壠堡十八個街莊之居民2500人與物資，利用苗栗盆地地形，在東邊的南、北河，即現今公館鄉南、北河村，及西邊的西山（目前為苗栗市文山、文聖里一帶），設「堆」以防範山地原住民與林爽文攻擊，後殺死境內林爽文勢力；邱圭、黃寧等人，延北大肚山系南下，並與另一批由吞霄堡苑裡街的陳士珍率領之苗栗民眾，攻下林爽文勢力佔領的大甲堡，平定塹南。

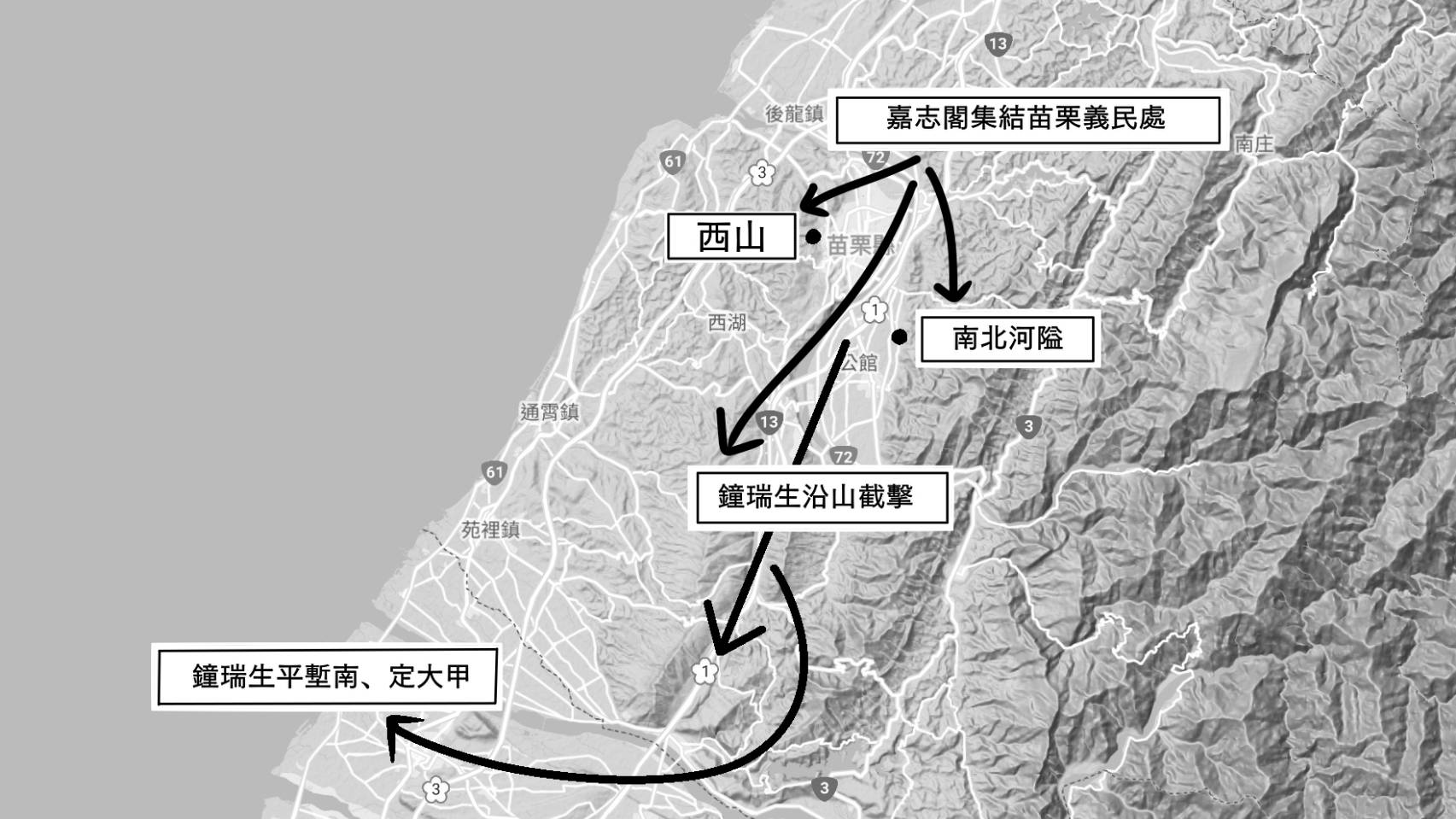
乾隆五十二年，鍾瑞生率185人前往鹿港，協助閔安副將徐鼎士駐防埔心莊，為現今彰化縣埔心鄉及水清鄉一帶。於同年率苗栗民眾清除豬哥莊及龍目井莊，即今臺中市西屯與南屯區、龍井區的林爽文勢力。

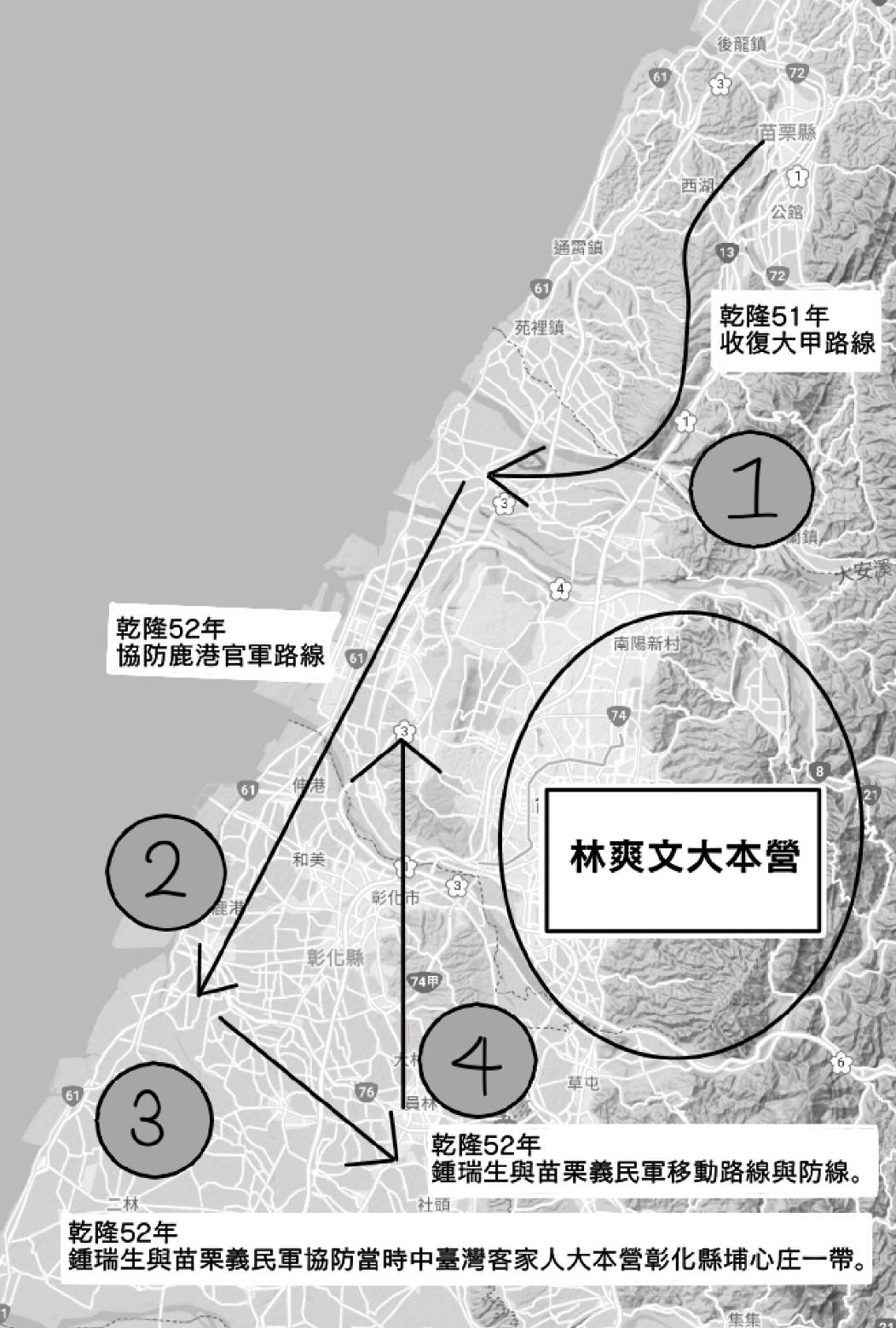
路線1：乾隆五十一年鍾瑞生與苗栗義民軍收復大甲路線。
路線2：乾隆五十二年鍾瑞生與苗栗義民軍協防鹿港官軍路線。
路線3：乾隆五十二年鍾瑞生與苗栗義民軍協防當時中臺灣客家人大本營彰化縣埔心庄一帶。
路線4：乾隆五十二年鍾瑞生與苗栗義民軍協今臺中市龍井、西屯、南屯一帶之移動路線與防線。

## 義民對後世的影響

### 苗栗義民廟
在林爽文事件中，當地居民不願故鄉被戰事所毀壞，因此組建當地武裝力量來保衛家鄉。其中，為了感謝在戰爭中所逝世的戰士們，決定將其安葬。相傳預定要將遺體運送至新竹新埔埋葬，但是運送屍體的牛車卻在苗栗市停下不願走動，於是用擲筊來詢問死者意願。最後在今苗栗市設立義塚安葬犧牲者，並建立苗栗義民廟祭拜。